# Bogliuno
Bogliuno (in croato Boljun) è un insediamento (naselje) di 83 abitanti del comune di Lupogliano.
Fino al 1945 era un comune della provincia di Pola; con l'annessione alla Jugoslavia nel 1945 la sede municipale fu trasferita a Lupogliano, che a sua volta prima era una frazione di Bogliuno.

## Storia

### Simboli
Durante il periodo italiano, al comune di Bogliuno erano stati concessi stemma e gonfalone con regio decreto del 14 ottobre 1937. Nello stemma era raffigurato san Giorgio, in campo d'argento, nell'atto di colpire il drago con una spada. Il gonfalone era un drappo di azzurro.

## Monumenti e luoghi d'interesse
Il paese conserva un castello.

## Società
Secondo il censimento austriaco del 1910, nel borgo di Bogliuno vivevano 705 parlanti serbo-croato, 12 parlanti italiano e 1 parlante sloveno. I risultati vennero rovesciati dal successivo censimento italiano del 1921, che peraltro oggi viene considerato di scarsa validità scientifica, secondo il quale risultavano presenti 489 italiani e 234 croati.
|  |  |